# 黄金色藻
黄金色藻（おうごんしょくそう、英：golden algae、chrysophytes）は、不等毛植物門に属する単細胞藻類の一群である。分類上は黄金色藻綱（Chrysophyceae）として扱われる。大部分が淡水に分布して光合成を行う独立栄養生物であり、光合成色素の組成により黄色に見えることからこの名が付いた。その反面、一部には葉緑体を失って従属栄養生活を送る無色の生物も含まれる。およそ120属1200種が含まれる。

## 細胞構造

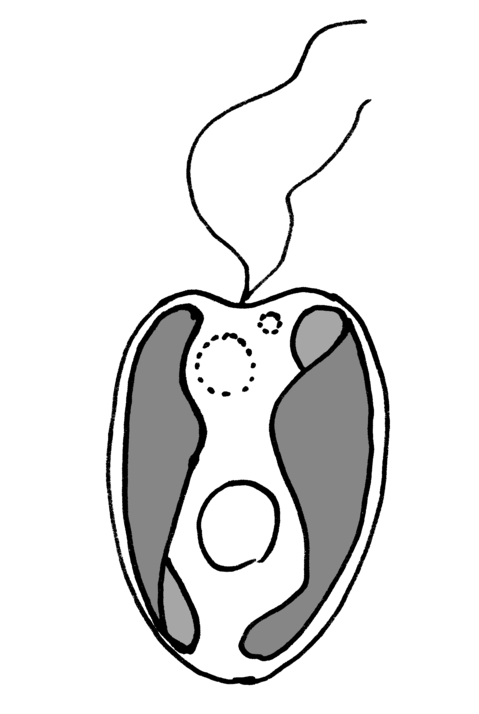
オクロモナスの細胞模式図

黄金色藻の多くは単細胞遊泳性の微細藻類である。オクロモナス（Ochromonas）やクロムリナ（Chromulina）のように、光学顕微鏡で観察可能な2本の鞭毛を持つ鞭毛虫の形態をとるものが多い（左図）。いずれの黄金色藻も、細胞の大きさは数μmから数10μm程度である。

### 鞭毛・鞭毛装置
他の不等毛藻と同様、前鞭毛は管状小毛を持つ。後鞭毛は短鞭毛とも呼ばれ、一般に前鞭毛よりも短い。細胞内には鞭毛装置から伸びる R（ルート）1 から R4 と呼ばれる4系統の鞭毛根が走り、鞭毛根の配向やこれを形成する微小管の本数は黄金色藻内での分類を決定する形態形質である。黄金色藻は従属栄養のものを中心に食作用を行う生物があり、そのような種では細胞口（捕食カップ）の開閉に R3 が関与する。

### 細胞外被
多くの黄金色藻は特別な細胞外被構造を持たない。不動で球形の種は細胞壁を持つ場合もあるが、多くの鞭毛虫態やアメーバ態の細胞ではこれを欠く。分枝状の群体を作るサヤツナギ（Dinobryon）や近縁属のエピピクシス（Epipyxis）などは、ロリカと呼ばれる筒状・円錐状の殻を作る。珪酸質の鱗片を作るシヌラ藻の仲間（シヌラ（モトヨセヒゲムシ） Synura、マロモナス（ミノヒゲムシ） Mallomonas など）は近年別のグループとして分離する意見もある（後述）が、それ以外の黄金色藻でもパラフィソモナス（Paraphysomonas）やクリソスファエレラ（Chrysosphaerella） が発達した珪酸鱗片を持つ。不動の群体を形成する種では、細胞外マトリックスとして寒天質を分泌するものもある。

### 葉緑体
黄金色藻の名前の通り葉緑体は黄色で、光合成色素としてはクロロフィルa/cが含まれる。クロロフィル以外に、α・β・ε-カロテン、フコキサンチン、ゼアキサンチン、ビオラキサンチン、クリプトキサンチン、ディアトキサンチン、ディアディノキサンチンなどのキサントフィル類を含有する。葉緑体は紅藻の二次共生に由来し、4重膜である。最外膜は核膜と連絡する。多くの黄金色藻は細胞内に細胞核を挟むように2つの葉緑体を持つが、パラフィソモナスやスプメラ（Spumella）といった生物は葉緑体を2次的に失っている。このような従属栄養性の生物は、黄金色藻と呼ばれつつも無色である。

### その他の小器官
ミトコンドリアのクリステは管状クリステである。眼点を持つ種もあり、後鞭毛の基部に近い部分の葉緑体内に色素顆粒が配列する。貯蔵物質はクリソラミナラン（β1,3-グルカン）である。他にはゴルジ体や収縮胞などが細胞内に含まれる。珪酸鱗片を付ける種では葉緑体の近傍に珪酸沈着小胞（silica deposition vesicle; SDV）を持つ。

## 体制

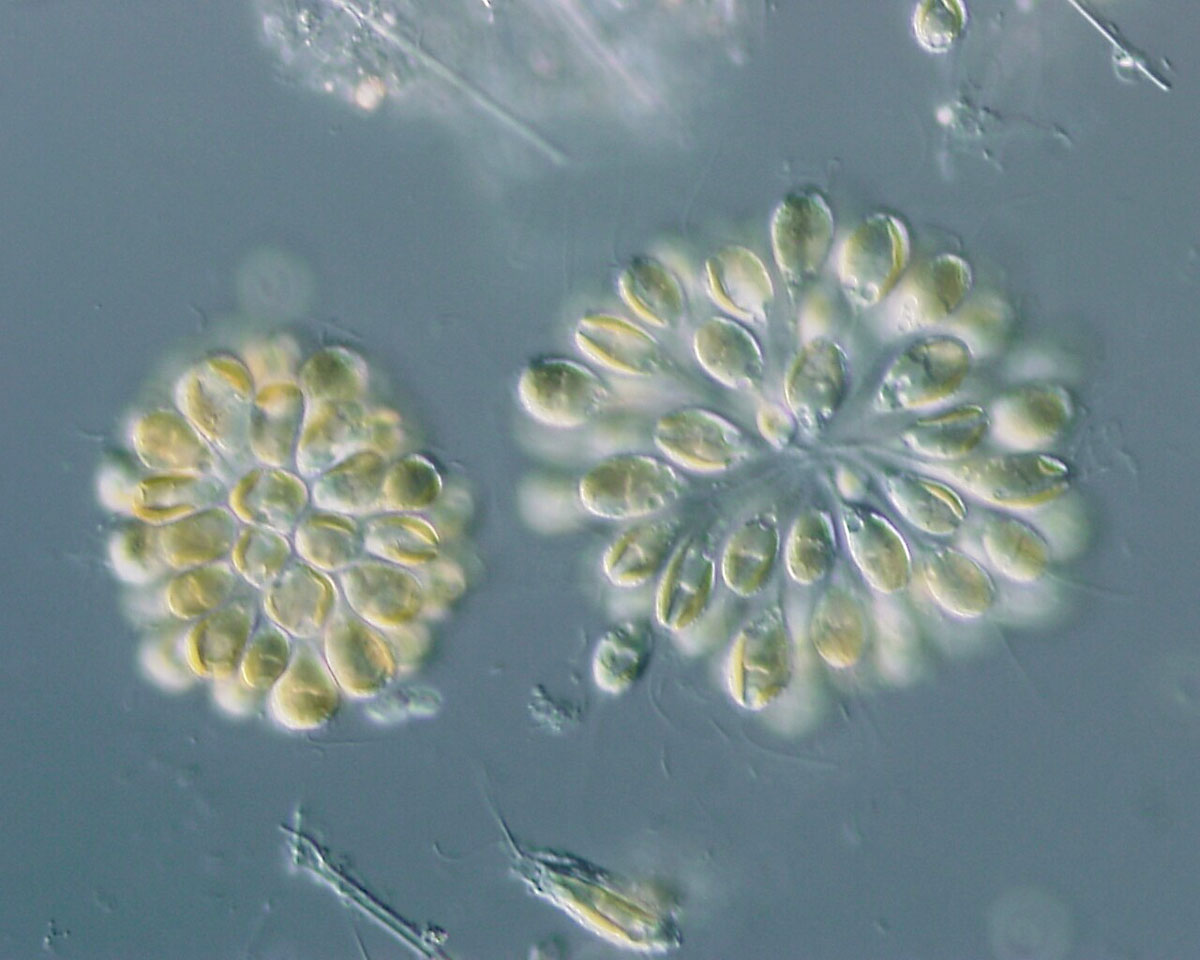
Synura spinosa （左）と S. petersenii （右）の球形コロニー。下は単独で遊泳する Mallomonas。

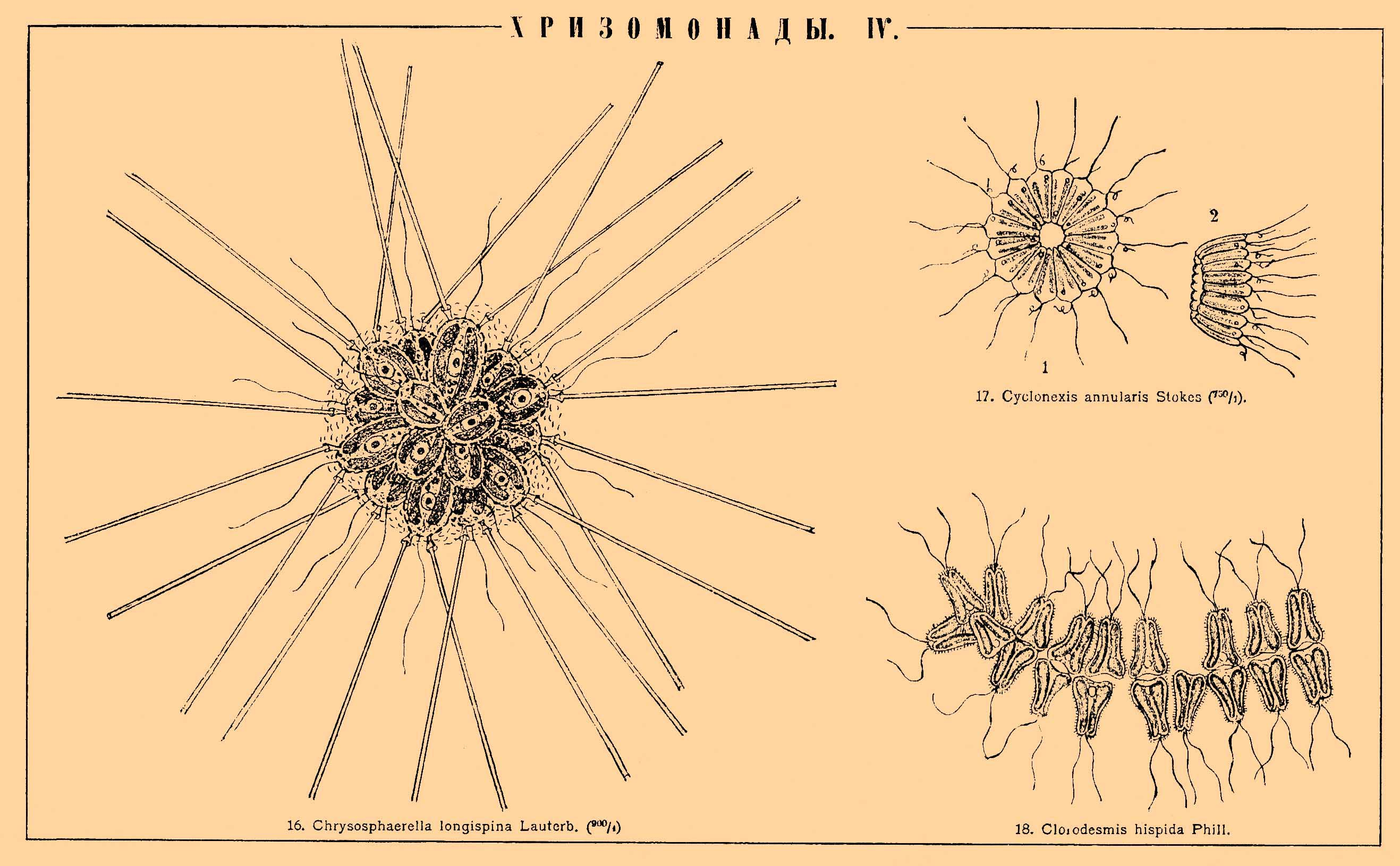
黄金色藻の様々な群体。Chrysosphaera longispina （左）、Cyclonexis annularis （右上）、Catenochrysis hispida （右下）

黄金色藻は主に上図のオクロモナスのような鞭毛虫の形態である。オクロモナスやマロモナスなどは単細胞のまま遊泳するが、シヌラやウログレナ（Uroglena）のような球状群体（右写真）、サヤツナギのような樹状群体（冒頭写真）、サイクロネキシス（Cyclonexis）のような環状群体など、様々な形態の群体を形成して遊泳するものも多い。一方群体であっても、アンソファイサ（Anthophysa）ように固着性で不動のものもある。
一部の黄金色藻は生活環の中で鞭毛中型の他にアメーバ型の細胞となり、分岐する仮足を持つようになる。クリソアメーバ（Chrysamoeba）やリゾクリシス（Rhizochrysis）がその代表例である。ミクソクリシス（Myxochrysis paradoxa）はより複雑な生活環を持っており、変形菌のような多核のステージを含む。かつてはこれらのアメーバ態の黄金色藻はクリソアメーバ目（Chrysamoebales）としてひとまとめにして扱われていた。以前はリゾクロムリナ（Rhizochromulina）もここに含められていたが、後に鞭毛細胞の形態に基づき別綱（ディクチオカ藻綱）に移されている。
他に鞭毛を持たない（主に球形の）黄金色藻もある。粘液質のマトリックスに埋まっているクリソサッカス（Chrysosaccus）や、細胞壁を持つクリソスファエラ（Chrysosphaera）などである。糸状や塊状の群体を形成するファエオプラカ（Phaeoplaca）、寒天質の樹状群体を作るミズオ（Hydrurus）のような属もある。これらのような不動の細胞の属はさまざまな目に分散している。

## 生殖
一般的には無性的な2分裂で増殖する。サヤツナギの一種である Dinobryon cylindricum などでは同型配偶による有性生殖が知られている。この場合、雄性の配偶子となる細胞がロリカから出て遊泳し、雌性配偶子のロリカ中で接合、アメーバ態を経てスタトスポア（statospore、スタト胞子とも）とよばれる球形の接合子を形成する。この種を含め、黄金色藻のスタトスポアの細胞壁は珪酸質である。

## 分類
黄金色藻綱 Chrysophyceae
（クロムリナ目） Chromulinales
黄金色藻綱自体のかつての名称。
オクロモナス目 Ochromonadales
単細胞遊泳性の典型的なグループ。サヤツナギなどのロリカを持つ鞭毛虫もここに含まれる。
オクロモナス（Ochromonas）、クロムリナ（Chromulina）、スプメラ（Spumella）、サヤツナギ（Dinobryon）、エピピクシス（Epipyxis）、ウログレナ（Uroglena）、パラフィソモナス（Paraphysomonas）など多数
シヌラ目 Synurales
珪酸質の鱗片を持つグループ。シヌラ藻綱として別綱扱いされる場合もある。2本の鞭毛がどちらも前方を向く、眼点を欠く、などの点で他の黄金色藻と区別される。
モトヨセヒゲムシ (シヌラ　Synura）、ミノヒゲムシ (マロモナス　Mallomonas）
クリソアメーバ目 Chrysamoebales
アメーバ様の黄金色藻。
クリソアメーバ（Chrysamoeba）、リゾクリシス（Rhizochrysis）、Chrysarachnion、Myxochrysis
クリソスファエラ目 Chrysosphaerales
珪酸鱗片を持つ球形の細胞のグループ。海産の属を含む。
クリソスファエラ（Chrysosphaera）、Merinogosphaera
クリソカプサ目 Chrysocapsales（ミズオ目 Hydrurales）
寒天質の細胞外マトリックスに埋没するグループ。群体の形状は様々。
クリソカプサ（Chrysocapsa）、クリソサッカス（Chrysosaccus）、ミズオ（Hydrurus）

### 変遷
古くは黄金色藻は、不等毛植物門の中で珪藻のような明確な特徴を持つ単細胞藻と、多細胞である褐藻を除いた残りを全て含むグループであった。しかしその後、色素組成や細胞構造などに基づき、複数のグループに分割されている。ただし未だに黄金色藻には分子系統解析などから支持される狭義の黄金色藻と、系統的位置の不明な不等毛藻の寄せ集めとが混在しており、純然たる単系統群ではない。幾つかのグループは知見の蓄積と共に黄金色藻から切り離されつつある。
かつて黄金色藻に含められていた不等毛植物には以下のものがある。現在はいずれも不等毛植物門の別綱として、黄金色藻と同等の分類階級に位置付けられている。各群の概要は不等毛藻を参照。
- ディクチオカ藻綱 Dictyochophyceae
- ペラゴ藻綱 Pelagophyceae
- パルマ藻綱 Parmophyceae
- ファエオタムニオン藻綱 Phaeothamniophyceae

また、ハプト植物門を形成するハプト藻も古くは黄金色藻綱に含められていた。分離されたのは1962年（Christensen による）である。

## 生態
淡水域に生息するものが多い。前述のディクチオカ藻やペラゴ藻、パルマ藻などのグループの分離に伴い、海産のものはオクロモナス属やパラフィソモナス属の一部、ほか少数の属のみとなった。淡水の止水域では1年を通して見られるが、シヌラやマロモナスなど珪酸質の鱗片を持つ黄金色藻は冬季に優占する傾向にある。葉緑体を持たない種はもちろん、サヤツナギやエピピクシスといった属は光合成と共に他生物の捕食も行い、淡水の消費者として機能している。従属栄養性の種は食作用によりバクテリアや他の藻類、原生生物などを捕食している。スプメラの一種では共食いも知られる。

## 人間との関わり

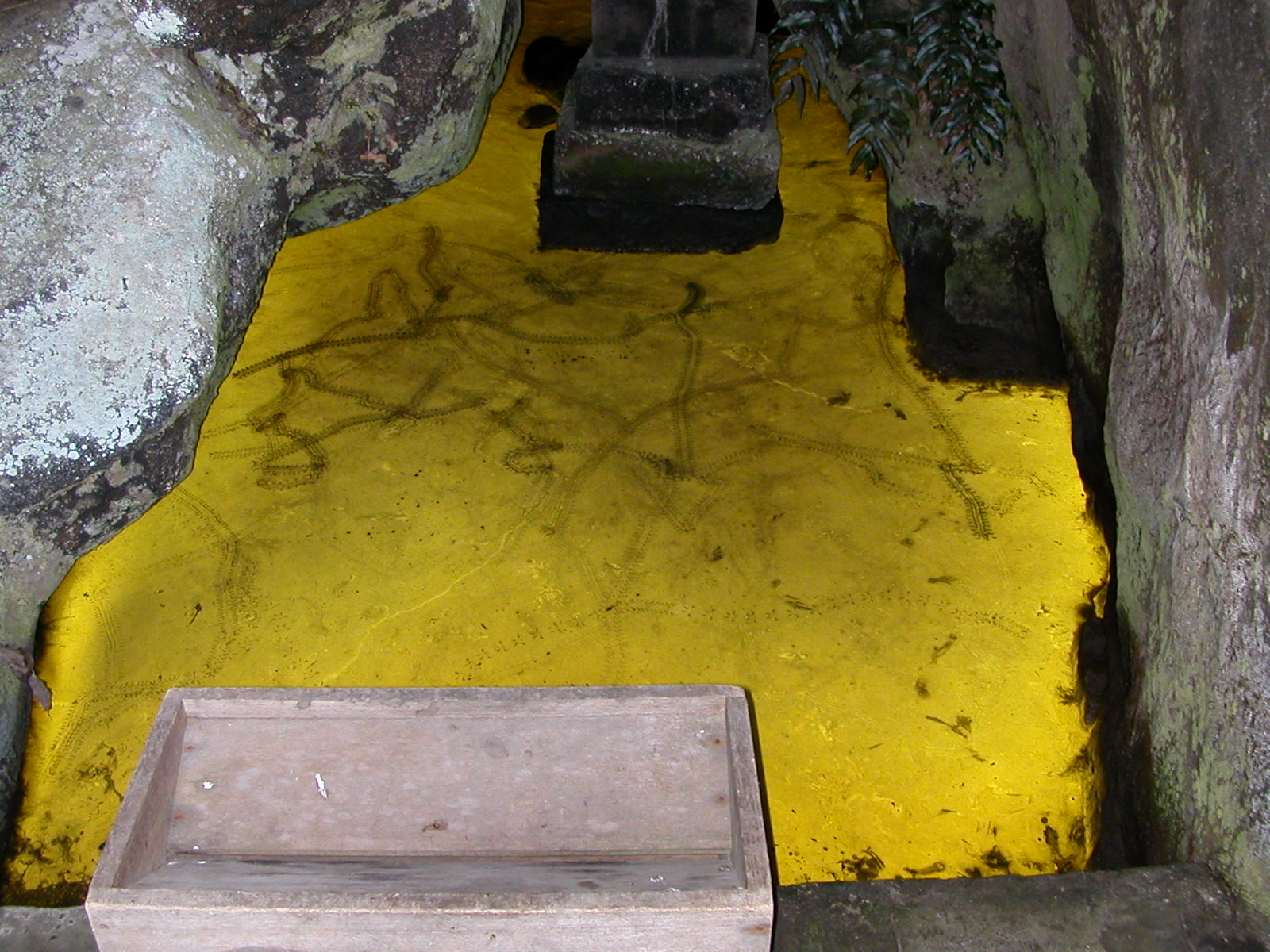
千葉県富津市竹岡のヒカリモ

黄金色藻が産業的に利用される局面はあまりない。ウログレナやサヤツナギ、シヌラ藻の仲間はこれが水源で発生すると、水道水に特有のキュウリ臭を与えると言われている。これはある種のアルデヒドやケトンの生成による。ウログレナの一種 Uroglena volvox は大発生してブルームを形成すると、有毒な脂肪酸を産生して魚に害を与える。
意識的に人の目に付くこと自体が少ない藻類であるが、千葉県富津市竹岡のヒカリモの発生地は黄金色藻が国の天然記念物に指定されている稀有な例である（右写真）。これは半日陰の祠にある池の水面に細胞が並び、名前どおり黄金色に輝いて見える景観が特徴的なものである。